# Doug Wark
Doug Wark (Glasgow, 24 dicembre 1951) è un ex calciatore scozzese naturalizzato statunitense, di ruolo attaccante.

## Carriera

### Club
Si forma calcisticamente nella rappresentativa calcistica dell'Hartwick College, istituto che lo inserirà nel suo famedio sportivo nel 1995.
Nel 1974 è ingaggiato dai Rochester Lancers, franchigia della NASL.
Nella stagione 1974 con i Lancers non riuscì mai ad accedere alla fase a play off del torneo nordamericano.
Nelle due stagioni seguenti è in forza ai floridiani del T.B. Rowdies e con cui vince la North American Soccer League 1975, pur non giocando la finale del torneo contro i Portland Timbers.
Nella stagione 1977 passa alla neonata franchigia di L.V. Quicksilvers, con cui' fallisce l'accesso ai play off, chiudendo al quinto ed ultimo posto della Southern Division di Pacific Conference.
Nella stagione 1978 cambia tre volte casacca. Dopo aver iniziato il torneo in forza ai S.J. Earthquakes, Wark passa ai San Diego Sockers ed infine ai Chicago Sting, con cui giunse agli ottavi di finale dei play off.
Contemporaneamente e successivamente al calcio si dedicò all'indoor soccer, giocando con vari club, tra cui i Tampa Bay Rowdies, con cui vinse due edizioni del campionato indoor NASL.

### Nazionale
Nel 1975 ha giocato un'amichevole con la nazionale di calcio degli Stati Uniti d'America, ovvero l'amichevole persa per 4-0 contro la Polonia, in cui partito da titolare fu sostituito all'ottantaquattresimo da Kevin Welsh.

## Statistiche

### Cronologia presenze e reti in nazionale
| Cronologia completa delle presenze e delle reti in nazionale ― Stati Uniti | Cronologia completa delle presenze e delle reti in nazionale ― Stati Uniti | Cronologia completa delle presenze e delle reti in nazionale ― Stati Uniti | Cronologia completa delle presenze e delle reti in nazionale ― Stati Uniti | Cronologia completa delle presenze e delle reti in nazionale ― Stati Uniti | Cronologia completa delle presenze e delle reti in nazionale ― Stati Uniti | Cronologia completa delle presenze e delle reti in nazionale ― Stati Uniti | Cronologia completa delle presenze e delle reti in nazionale ― Stati Uniti |
| Data                                                                       | Città                                                                      | In casa                                                                    | Risultato                                                                  | Ospiti                                                                     | Competizione                                                               | Reti                                                                       | Note                                                                       |
| -------------------------------------------------------------------------- | -------------------------------------------------------------------------- | -------------------------------------------------------------------------- | -------------------------------------------------------------------------- | -------------------------------------------------------------------------- | -------------------------------------------------------------------------- | -------------------------------------------------------------------------- | -------------------------------------------------------------------------- |
| 24-6-1975                                                                  | Seattle                                                                    | Stati Uniti                                                                | 0 – 4                                                                      | Polonia                                                                    | Amichevole                                                                 | -                                                                          | 84’                                                                        |
| Totale                                                                     |                                                                            | Presenze                                                                   | 1                                                                          |                                                                            | Reti                                                                       | 0                                                                          |                                                                            |

## Palmarès

### Calcio
- Campionato NASL: 1

Tampa Bay Rowdies: 1975

### Indoor soccer
- NASL Indoor: 2

Tampa Bay Rowdies: 1976, 1979-1980